# Alphabetische Liste der Asteroiden/bis 1981
Um die Liste der Asteroiden ohne Eigennamen nicht zu überfluten, sind nur die Asteroiden bis Nummer 20000 komplett. Asteroiden mit höherer oder ohne Nummer sollten nur eingetragen werden, wenn sie einen Artikel haben oder eine Besonderheit darstellen.
Die Sortierung erfolgt nach der Bezeichnung hinter der Asteroidennummer.

## Bis 1969
| Nummer und Name | Orbittyp    |
| --------------- | ----------- |
| (8778) 1931 TD3 | Hauptgürtel |
| (11435) 1931 UB | Hauptgürtel |
| (20959) 1936 UG | Hauptgürtel |
| (5452) 1937 NN  | Hauptgürtel |
| (15198) 1940 GJ | Hauptgürtel |
| (5534) 1941 UN  | Hauptgürtel |
| (5985) 1942 RJ  | Hauptgürtel |
| (5611) 1943 DL  | Hauptgürtel |
| (29075) 1950 DA | Apollo-Typ  |

| Nummer und Name  | Orbittyp    |
| ---------------- | ----------- |
| (9827) 1958 TL1  | Hauptgürtel |
| (6430) 1964 UP   | Hauptgürtel |
| (12181) 1964 VL1 | Hauptgürtel |
| (9710) 1964 VN1  | Hauptgürtel |
| (16350) 1964 VZ2 | Hauptgürtel |
| (8981) 1964 YJ   | Hauptgürtel |
| (10987) 1967 US  | Hauptgürtel |
| (6431) 1967 UT   | Hauptgürtel |
| (8605) 1968 OH   | Hauptgürtel |
| (17350) 1968 OJ  | Hauptgürtel |
| (11436) 1969 QR  | Hauptgürtel |

## 1970 bis 1977
| Nummer und Name  | Orbittyp    |
| ---------------- | ----------- |
| (6680) 1970 WD   | Hauptgürtel |
| (6888) 1971 BD3  | Hauptgürtel |
| (6889) 1971 RA   | Hauptgürtel |
| (7151) 1971 SX3  | Hauptgürtel |
| (10003) 1971 UD1 | Hauptgürtel |
| (8606) 1971 UG   | Hauptgürtel |
| (8779) 1971 UH1  | Hauptgürtel |
| (14311) 1971 UK1 | Hauptgürtel |
| (7044) 1971 UK   | Hauptgürtel |
| (11783) 1971 UN1 | Hauptgürtel |
| (9513) 1971 UN   | Hauptgürtel |
| (16351) 1971 US  | Hauptgürtel |
| (11784) 1971 UT1 | Hauptgürtel |
| (8607) 1971 UT   | Hauptgürtel |
| (11250) 1972 AU  | Hauptgürtel |
| (6940) 1972 HL1  | Hauptgürtel |
| (10260) 1972 TC  | Hauptgürtel |
| (5496) 1973 NA   | Apollo-Typ  |
| (7975) 1974 FD   | Hauptgürtel |
| (16352) 1974 FF  | Hauptgürtel |
| (7045) 1974 FJ   | Hauptgürtel |
| (5660) 1974 MA   | Apollo-Typ  |
| (13476) 1974 QF  | Hauptgürtel |
| (16353) 1974 WB  | Hauptgürtel |
| (11439) 1974 XW  | Hauptgürtel |
| (9714) 1975 LF1  | Hauptgürtel |
| (12660) 1975 NC  | Hauptgürtel |

| Nummer und Name   | Orbittyp    |
| ----------------- | ----------- |
| (14793) 1975 SE2  | Hauptgürtel |
| (10451) 1975 SE   | Hauptgürtel |
| (17352) 1975 SG1  | Hauptgürtel |
| (16354) 1975 SN1  | Hauptgürtel |
| (15670) 1975 SO1  | Hauptgürtel |
| (13903) 1975 ST   | Hauptgürtel |
| (15200) 1975 SU   | Hauptgürtel |
| (17353) 1975 TE   | Hauptgürtel |
| (10993) 1975 XF   | Hauptgürtel |
| (13905) 1976 QA   | Hauptgürtel |
| (10668) 1976 UB1  | Hauptgürtel |
| (15201) 1976 UY   | Hauptgürtel |
| (7977) 1977 QQ5   | Amor-Typ    |
| (8784) 1977 RQ19  | Hauptgürtel |
| (13907) 1977 RS17 | Hauptgürtel |
| (9149) 1977 TD1   | Hauptgürtel |
| (6279) 1977 UO5   | Hauptgürtel |
| (14796) 1977 XF2  | Hauptgürtel |
| (14797) 1977 XZ2  | Hauptgürtel |

## 1978
| Nummer und Name  | Orbittyp    |
| ---------------- | ----------- |
| (12662) 1978 CK  | Hauptgürtel |
| (12977) 1978 NC  | Hauptgürtel |
| (19920) 1978 NF  | Hauptgürtel |
| (17355) 1978 NK  | Hauptgürtel |
| (10995) 1978 NS  | Hauptgürtel |
| (9264) 1978 OQ   | Hauptgürtel |
| (17357) 1978 QH3 | Hauptgürtel |
| (19084) 1978 RQ9 | Hauptgürtel |
| (6360) 1978 UA7  | Hauptgürtel |
| (7510) 1978 UF6  | Hauptgürtel |
| (17361) 1978 UF7 | Hauptgürtel |
| (15204) 1978 UG  | Hauptgürtel |
| (11447) 1978 UL4 | Hauptgürtel |
| (5633) 1978 UL7  | Hauptgürtel |
| (10998) 1978 UN4 | Hauptgürtel |
| (17359) 1978 UP4 | Hauptgürtel |
| (19085) 1978 UR4 | Hauptgürtel |
| (14319) 1978 US5 | Hauptgürtel |
| (17362) 1978 UT7 | Hauptgürtel |
| (14320) 1978 UV7 | Hauptgürtel |
| (7731) 1978 UV   | Hauptgürtel |
| (14798) 1978 UW4 | Hauptgürtel |
| (7914) 1978 UW7  | Hauptgürtel |
| (17360) 1978 UX5 | Hauptgürtel |
| (19923) 1978 VA8 | Hauptgürtel |
| (19086) 1978 VB3 | Hauptgürtel |
| (15205) 1978 VC4 | Hauptgürtel |
| (13909) 1978 VD8 | Hauptgürtel |
| (11000) 1978 VE6 | Hauptgürtel |

| Nummer und Name   | Orbittyp    |
| ----------------- | ----------- |
| (17363) 1978 VF3  | Hauptgürtel |
| (18297) 1978 VG4  | Hauptgürtel |
| (6848) 1978 VG5   | Hauptgürtel |
| (15206) 1978 VJ6  | Hauptgürtel |
| (19090) 1978 VM9  | Hauptgürtel |
| (13481) 1978 VM11 | Hauptgürtel |
| (12980) 1978 VO3  | Hauptgürtel |
| (16359) 1978 VO4  | Hauptgürtel |
| (12981) 1978 VP3  | Hauptgürtel |
| (17364) 1978 VR10 | Hauptgürtel |
| (19087) 1978 VT4  | Hauptgürtel |
| (14321) 1978 VT9  | Hauptgürtel |
| (19921) 1978 VV3  | Hauptgürtel |
| (19922) 1978 VV4  | Hauptgürtel |
| (18296) 1978 VW2  | Hauptgürtel |
| (19088) 1978 VW4  | Hauptgürtel |
| (16360) 1978 VY5  | Hauptgürtel |
| (19089) 1978 VZ6  | Hauptgürtel |
| (12666) 1978 XW   | Hauptgürtel |
| (19091) 1978 XX   | Hauptgürtel |

## 1979
| Nummer und Name  | Orbittyp    |
| ---------------- | ----------- |
| (12667) 1979 DF  | Hauptgürtel |
| (12193) 1979 EL  | Hauptgürtel |
| (10268) 1979 HW6 | Hauptgürtel |
| (15207) 1979 KD  | Hauptgürtel |
| (10462) 1979 KM  | Hauptgürtel |
| (12194) 1979 KO1 | Hauptgürtel |
| (16364) 1979 MA5 | Hauptgürtel |
| (19095) 1979 MA8 | Hauptgürtel |
| (16366) 1979 ME7 | Hauptgürtel |
| (19092) 1979 MF2 | Hauptgürtel |
| (16362) 1979 MJ4 | Hauptgürtel |
| (16365) 1979 MK5 | Hauptgürtel |
| (14324) 1979 MK6 | Hauptgürtel |
| (15209) 1979 ML2 | Hauptgürtel |
| (19093) 1979 MM3 | Hauptgürtel |
| (14325) 1979 MM6 | Hauptgürtel |
| (14800) 1979 MP4 | Hauptgürtel |
| (19924) 1979 MQ6 | Hauptgürtel |

| Nummer und Name   | Orbittyp    |
| ----------------- | ----------- |
| (19094) 1979 MR6  | Hauptgürtel |
| (16361) 1979 MS1  | Hauptgürtel |
| (16363) 1979 MT4  | Hauptgürtel |
| (18299) 1979 MT8  | Hauptgürtel |
| (15210) 1979 MU2  | Hauptgürtel |
| (14323) 1979 MV1  | Hauptgürtel |
| (15208) 1979 MW1  | Hauptgürtel |
| (15211) 1979 MW3  | Hauptgürtel |
| (7321) 1979 MZ2   | Hauptgürtel |
| (18298) 1979 MZ4  | Hauptgürtel |
| (17367) 1979 OU11 | Hauptgürtel |
| (17366) 1979 OV4  | Hauptgürtel |
| (18300) 1979 PA   | Hauptgürtel |
| (19925) 1979 QD3  | Hauptgürtel |
| (13913) 1979 SO   | Hauptgürtel |
| (8989) 1979 XJ    | Hauptgürtel |
| (7155) 1979 YN    | Hauptgürtel |
| (19926) 1979 YQ   | Hauptgürtel |

## 1980
| Nummer und Name  | Orbittyp            |
| ---------------- | ------------------- |
| (14326) 1980 BA  | Hauptgürtel         |
| (17370) 1980 CJ  | Hauptgürtel         |
| (7374) 1980 DL   | Hauptgürtel         |
| (18302) 1980 FL3 | Hauptgürtel         |
| (16367) 1980 FS4 | Hauptgürtel         |
| (6759) 1980 KD   | äußerer Hauptgürtel |
| (11452) 1980 KE  | Hauptgürtel         |
| (10682) 1980 KK  | Hauptgürtel         |
| (6760) 1980 KM   | Hauptgürtel         |
| (6222) 1980 PB3  | äußerer Hauptgürtel |
| (14801) 1980 PE3 | Hauptgürtel         |
| (12198) 1980 PJ1 | Marsbahnkreuzer     |
| (18303) 1980 PU  | Hauptgürtel         |

| Nummer und Name  | Orbittyp    |
| ---------------- | ----------- |
| (6263) 1980 PX   | Hauptgürtel |
| (7375) 1980 PZ   | Hauptgürtel |
| (6946) 1980 RX1  | Hauptgürtel |
| (13483) 1980 SF  | Hauptgürtel |
| (6624) 1980 SG   | Hauptgürtel |
| (6264) 1980 SQ   | Hauptgürtel |
| (15677) 1980 TZ5 | Hauptgürtel |
| (15213) 1980 UO1 | Hauptgürtel |
| (4688) 1980 WF   | Amor-Typ    |
| (10687) 1980 XX  | Hauptgürtel |

## 1981
| Nummer und Name   | Orbittyp            |
| ----------------- | ------------------- |
| (15679) 1981 DA1  | Hauptgürtel         |
| (16370) 1981 DA2  | Hauptgürtel         |
| (19928) 1981 DB3  | Hauptgürtel         |
| (7810) 1981 DE    | Hauptgürtel         |
| (18304) 1981 DH1  | Hauptgürtel         |
| (14802) 1981 DJ2  | Hauptgürtel         |
| (16369) 1981 DJ   | äußerer Hauptgürtel |
| (18305) 1981 DL1  | Hauptgürtel         |
| (19929) 1981 DL3  | Hauptgürtel         |
| (15678) 1981 DM   | Hauptgürtel         |
| (16371) 1981 DQ3  | Hauptgürtel         |
| (17371) 1981 DT   | Hauptgürtel         |
| (17372) 1981 DV   | Hauptgürtel         |
| (15214) 1981 DY   | Hauptgürtel         |
| (16374) 1981 EA10 | Hauptgürtel         |
| (17386) 1981 EA23 | Hauptgürtel         |
| (16388) 1981 EA39 | Hauptgürtel         |
| (17393) 1981 EA41 | Hauptgürtel         |
| (17395) 1981 EA44 | Hauptgürtel         |
| (17380) 1981 EB10 | Hauptgürtel         |
| (19105) 1981 EB15 | Hauptgürtel         |
| (18313) 1981 EB23 | Hauptgürtel         |
| (15682) 1981 EB25 | Hauptgürtel         |
| (19943) 1981 EB31 | Hauptgürtel         |
| (19113) 1981 EB33 | Hauptgürtel         |
| (19946) 1981 EB35 | Hauptgürtel         |
| (16387) 1981 EB37 | Hauptgürtel         |
| (19099) 1981 EC4  | Hauptgürtel         |
| (17381) 1981 EC11 | Hauptgürtel         |
| (18312) 1981 EC19 | Hauptgürtel         |
| (14331) 1981 EC26 | Hauptgürtel         |
| (16389) 1981 EC39 | Hauptgürtel         |
| (17379) 1981 ED8  | Hauptgürtel         |
| (14805) 1981 ED15 | Hauptgürtel         |
| (15684) 1981 ED28 | Hauptgürtel         |
| (18315) 1981 ED37 | Hauptgürtel         |
| (14811) 1981 ED43 | Hauptgürtel         |
| (17383) 1981 EE12 | Hauptgürtel         |
| (14334) 1981 EE38 | Hauptgürtel         |
| (19947) 1981 EE39 | Hauptgürtel         |
| (19931) 1981 EF3  | Hauptgürtel         |
| (17374) 1981 EF4  | Hauptgürtel         |
| (17377) 1981 EF5  | Hauptgürtel         |
| (18306) 1981 EF9  | Hauptgürtel         |
| (19937) 1981 EF15 | Hauptgürtel         |
| (19110) 1981 EF29 | Hauptgürtel         |
| (19944) 1981 EF31 | Hauptgürtel         |
| (17397) 1981 EF48 | äußerer Hauptgürtel |
| (19934) 1981 EG11 | Hauptgürtel         |
| (19935) 1981 EG12 | Hauptgürtel         |
| (19939) 1981 EG16 | Hauptgürtel         |
| (14330) 1981 EG21 | äußerer Hauptgürtel |
| (16381) 1981 EG25 | Hauptgürtel         |
| (16390) 1981 EG39 | Hauptgürtel         |
| (8619) 1981 EH1   | Hauptgürtel         |
| (19100) 1981 EH5  | Hauptgürtel         |
| (19102) 1981 EH8  | Hauptgürtel         |
| (17382) 1981 EH11 | Hauptgürtel         |
| (15215) 1981 EH13 | Hauptgürtel         |
| (17375) 1981 EJ4  | Hauptgürtel         |
| (18310) 1981 EJ16 | Hauptgürtel         |
| (16379) 1981 EJ18 | Hauptgürtel         |
| (16380) 1981 EJ20 | Hauptgürtel         |
| (18316) 1981 EJ38 | Hauptgürtel         |
| (19940) 1981 EK20 | Hauptgürtel         |
| (17391) 1981 EK39 | Hauptgürtel         |
| (17396) 1981 EK45 | Hauptgürtel         |
| (14803) 1981 EL7  | Hauptgürtel         |
| (19117) 1981 EL41 | Hauptgürtel         |
| (9278) 1981 EM1   | Hauptgürtel         |
| (19098) 1981 EM3  | Hauptgürtel         |
| (17378) 1981 EM5  | Hauptgürtel         |
| (16375) 1981 EM10 | Hauptgürtel         |
| (17384) 1981 EM12 | äußerer Hauptgürtel |
| (19111) 1981 EM29 | Hauptgürtel         |
| (14810) 1981 EM31 | Hauptgürtel         |
| (19115) 1981 EM39 | Hauptgürtel         |
| (16391) 1981 EM40 | Hauptgürtel         |
| (18317) 1981 EM41 | Hauptgürtel         |
| (19949) 1981 EM46 | Hauptgürtel         |
| (19938) 1981 EN15 | Hauptgürtel         |
| (14807) 1981 EN26 | Hauptgürtel         |
| (17389) 1981 EN30 | Hauptgürtel         |
| (19112) 1981 EN31 | Hauptgürtel         |
| (15218) 1981 EO41 | Hauptgürtel         |
| (19114) 1981 EP37 | Hauptgürtel         |
| (19948) 1981 EP40 | Hauptgürtel         |

| Nummer und Name   | Orbittyp            |
| ----------------- | ------------------- |
| (16392) 1981 EP42 | Hauptgürtel         |
| (19950) 1981 EP47 | Hauptgürtel         |
| (17373) 1981 EQ3  | Hauptgürtel         |
| (17376) 1981 EQ4  | Hauptgürtel         |
| (16385) 1981 EQ32 | Hauptgürtel         |
| (18307) 1981 ER10 | Hauptgürtel         |
| (19103) 1981 ER11 | Hauptgürtel         |
| (16382) 1981 ER27 | Hauptgürtel         |
| (17394) 1981 ER42 | Hauptgürtel         |
| (16373) 1981 ES5  | Hauptgürtel         |
| (15681) 1981 ES17 | Hauptgürtel         |
| (19941) 1981 ES24 | Hauptgürtel         |
| (14809) 1981 ES28 | Hauptgürtel         |
| (16384) 1981 ES31 | äußerer Hauptgürtel |
| (15687) 1981 ES38 | Hauptgürtel         |
| (16378) 1981 ET17 | Hauptgürtel         |
| (15217) 1981 ET19 | Hauptgürtel         |
| (12994) 1981 ET27 | Hauptgürtel         |
| (19945) 1981 ET31 | Hauptgürtel         |
| (16386) 1981 ET34 | Hauptgürtel         |
| (18318) 1981 ET43 | Hauptgürtel         |
| (19932) 1981 EU4  | Hauptgürtel         |
| (17385) 1981 EU13 | Hauptgürtel         |
| (19107) 1981 EU19 | Hauptgürtel         |
| (15685) 1981 EU33 | Hauptgürtel         |
| (19930) 1981 EV2  | Hauptgürtel         |
| (19101) 1981 EV6  | Hauptgürtel         |
| (15680) 1981 EV7  | Hauptgürtel         |
| (18309) 1981 EV13 | Hauptgürtel         |
| (19106) 1981 EV15 | Hauptgürtel         |
| (18311) 1981 EV16 | Hauptgürtel         |
| (19108) 1981 EV21 | Hauptgürtel         |
| (17387) 1981 EV23 | Hauptgürtel         |
| (19942) 1981 EV24 | Hauptgürtel         |
| (14806) 1981 EV25 | Hauptgürtel         |
| (14808) 1981 EV27 | Hauptgürtel         |
| (16383) 1981 EV30 | Hauptgürtel         |
| (19933) 1981 EW5  | Hauptgürtel         |
| (14804) 1981 EW13 | Hauptgürtel         |
| (15686) 1981 EW33 | Hauptgürtel         |
| (16376) 1981 EX10 | Hauptgürtel         |
| (15216) 1981 EX14 | Hauptgürtel         |
| (15683) 1981 EX25 | Hauptgürtel         |
| (14332) 1981 EX26 | Hauptgürtel         |
| (18314) 1981 EX27 | Hauptgürtel         |
| (19097) 1981 EY2  | Hauptgürtel         |
| (14329) 1981 EY10 | Hauptgürtel         |
| (16377) 1981 EY11 | Hauptgürtel         |
| (19104) 1981 EY13 | Hauptgürtel         |
| (17392) 1981 EY40 | Hauptgürtel         |
| (15219) 1981 EY42 | Hauptgürtel         |
| (18308) 1981 EZ11 | Hauptgürtel         |
| (19936) 1981 EZ12 | Hauptgürtel         |
| (19109) 1981 EZ23 | Hauptgürtel         |
| (17388) 1981 EZ24 | Hauptgürtel         |
| (17390) 1981 EZ37 | Hauptgürtel         |
| (19116) 1981 EZ40 | Hauptgürtel         |
| (6627) 1981 FT    | Hauptgürtel         |
| (7325) 1981 QA1   | Hauptgürtel         |
| (4596) 1981 QB    | Amor-Typ            |
| (16394) 1981 QD4  | Hauptgürtel         |
| (13485) 1981 QJ3  | Hauptgürtel         |
| (13000) 1981 QK3  | Hauptgürtel         |
| (12213) 1981 QN3  | äußerer Hauptgürtel |
| (12212) 1981 QR2  | Hauptgürtel         |
| (18319) 1981 QS2  | Hauptgürtel         |
| (16393) 1981 QS   | Hauptgürtel         |
| (6850) 1981 QT3   | Hauptgürtel         |
| (14813) 1981 QW2  | Hauptgürtel         |
| (7380) 1981 RF    | Hauptgürtel         |
| (10704) 1981 RQ1  | Hauptgürtel         |
| (19118) 1981 SD2  | Hauptgürtel         |
| (10706) 1981 SE2  | Hauptgürtel         |
| (11472) 1981 SE9  | Hauptgürtel         |
| (10705) 1981 SL   | Hauptgürtel         |
| (7990) 1981 SN1   | Hauptgürtel         |
| (6061) 1981 SQ2   | Hauptgürtel         |
| (5499) 1981 SU2   | Hauptgürtel         |
| (7384) 1981 TJ    | Hauptgürtel         |
| (11822) 1981 TK   | Hauptgürtel         |
| (9534) 1981 TP    | Hauptgürtel         |
| (9290) 1981 TT    | Hauptgürtel         |
| (8469) 1981 TZ    | Hauptgürtel         |
| (15221) 1981 UA23 | Hauptgürtel         |
| (5550) 1981 UB1   | Hauptgürtel         |
| (18320) 1981 UJ28 | Hauptgürtel         |
| (16396) 1981 UN22 | Hauptgürtel         |
| (15689) 1981 UP25 | Hauptgürtel         |
| (14816) 1981 UQ22 | Hauptgürtel         |
| (14336) 1981 UU29 | Hauptgürtel         |
| (15688) 1981 UW23 | Hauptgürtel         |
| (13487) 1981 VN   | Hauptgürtel         |
| (9928) 1981 WE9   | Hauptgürtel         |
| (12216) 1981 WF9  | Hauptgürtel         |
| (14337) 1981 WJ9  | Hauptgürtel         |
| (7920) 1981 XM2   | Hauptgürtel         |